# Пол Картлидж
Пол Картлидж (на английски: Paul Cartledge) е британски професор по гръцка история и култура в Университета в Кембридж, завеждащ катедрата по гръцка история. Автор е на документални книги за историята на Стария свят.

## Биография и творчество
Пол Антъни Картлидж е роден на 24 март 1947 г. в Лондон, Англия, в семейството на банкера Маркъс Реймънд и Маргарет Оукли Картлидж. Учи в училище „Св. Павел“. Завършва Оксфордския университет през 1969 г. с отличие и бакалавърска степен, и с докторска степен по археология на Спарта през 1975 г. под ръководството на проф. сър Джон Бордман.
В периода 1972 – 1973 г. е преподавател по класическа история в Новия университет на Ълстър, в периода 1973 – 1978 г. преподавател по класическа история в колежа „Тринити“ в Дъблин, а през периода 1978 – 1979 г. е преподавател по класическа цивилизация в Университета „Уоруик“ в Ковънтри.
През 1979 г. се премества в Кеймбриджкия университет, където последователно е преподавател по класическа история в колежа „Клеър“, в периода 1981 – 1992 г. преподавател по гръцка история, 1993 – 1999 г. е професор по гръцка история, а от 1999 г. е председател на факултета по класически изследвания.
От 1979 г. пише и публикува редица документални книги за историята на Древна Гърция. Картлидж е световен експерт по Атина и Спарта. Той е бил главен консултант по история на тв сериала на BBC – „Гърците“ и на Channel 4 – „Спартанците“, представени от Бетани Хюз. Консултант е на филма на Оливър Стоун „Александър“ от 2004 г.
Носител е на Златния кръст на Ордена на честта и е почетен гражданин на днешна Спарта. Заслужил професор е в Нюйоркския университет и е член на Европейския консултативен съвет.
На 21 юли 1976 г. Картлидж се жени за юристката Джудит Портрет, с която имат дъщеря – Габриел.

## Произведения
- Sparta and Lakonia (1979)
- Agesilaos and the Crisis of Sparta (1987)
- Aristophanes and His Theatre of the Absurd (1989)
- Hellenistic and Roman Sparta (1989) – с А. Спауфорт
- Nomos: Essays in Athenian Law, Politics and Society (1991)
- The Greeks: A Portrait of Self and Others (1993)
- Spartan Reflections, a collection of essays new and revised (2001)
- Kosmos: essays in Order, Conflict and Community in Classical Athens (2002) - с Пол Милет
- The Spartans: An Epic History (2003)
Спартанците. Епична история, изд. „Ашур“, София, 2017, прев. Теодора Георгиева
- Alexander the Great: The Hunt for a New Past (2004)
Александър Македонски, изд. „Персей“ София, 2005 г., прев. Диана Кутева и Стамен Стойчев[1]
- Helots and Their Masters in Laconia and Messenia: Histories, Ideologies, Structures (2004)
- Thermopylae: The Battle That Changed the World (2006)
- Ancient Greek Political Thought in Practice (2009)
- Ancient Greece: A History in Eleven Cities (2009)
- Democracy: A Life (2016)